# Hamilton (Nueva Zelanda)
Hamilton (en maorí: Kirikiriroa) constituye la cuarta área metropolitana de Nueva Zelanda. Se encuentra en el distrito de Waikato, dentro de la Isla Norte, a 130 km al sur de la capital económica y ciudad más poblada del país, Auckland.
Hamilton es una ciudad que ha crecido mucho en los últimos años, llegando a 197 000 habitantes, incluyendo unos 25 000 estudiantes. Muchos de estos están matriculados en la Universidad de Waikato y Wintec (el Instituto tecnológico de Waikato).
Hamilton está situada en el centro de la Isla Norte, la cual cuenta con 1,5 millones de habitantes (el 40 % de la población total del país). La ciudad es un nexo ferroviario y de carreteras. Su aeropuerto ha sido renovado para dar servicio a vuelos internacionales, aunque estos aún están restringidos a destinos de la Polinesia y de la región.
Hamilton posee excelentes escuelas secundarias teniendo en cuenta el tamaño de la ciudad. Dos de las mejores escuelas masculinas del país están situadas en Hamilton: Hamilton Boys' High School y St Paul's Collegiate School.
A causa de su rápido crecimiento algunos consideran que los suburbios recientemente construidos carecen de personalidad, mientras que el centro de la ciudad es vibrante y rebosa vitalidad con el río Waikato dividiendo en dos a la ciudad.

## Historia

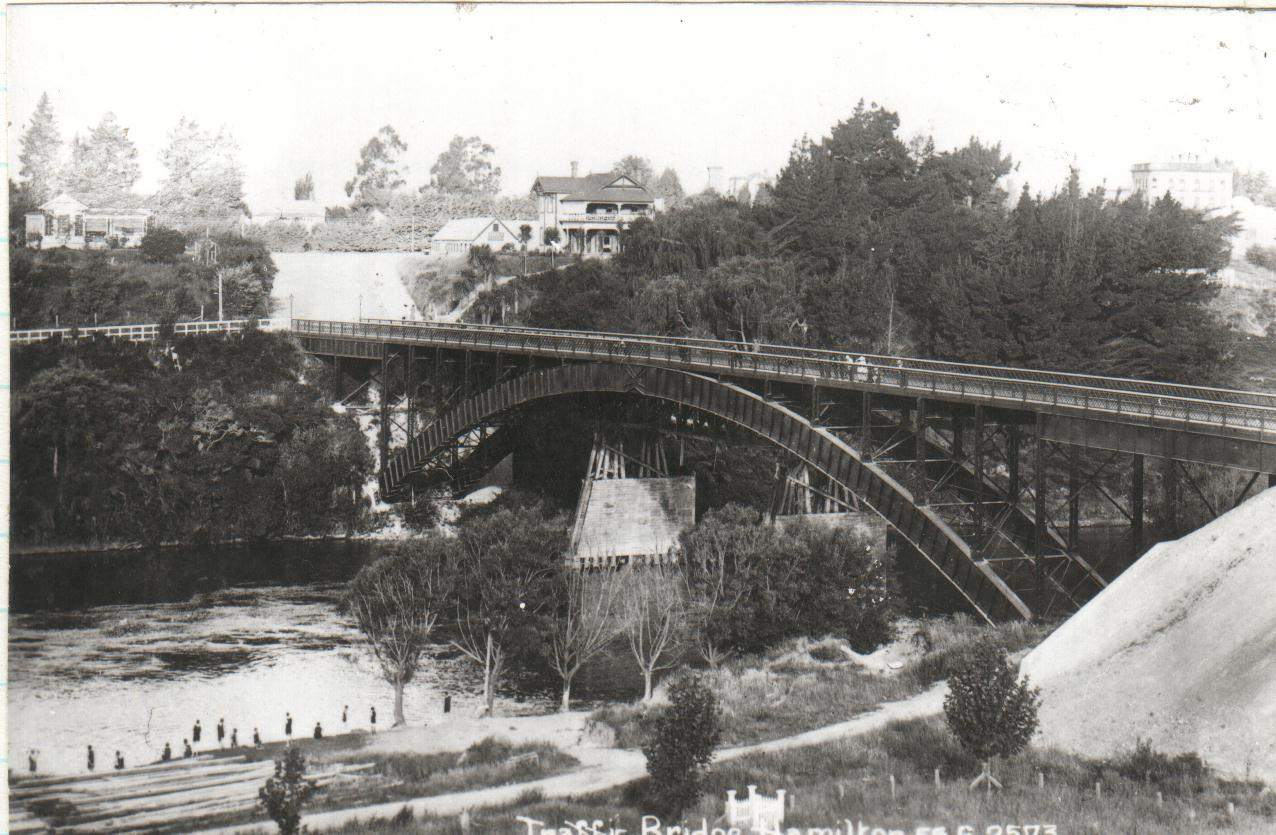
Puente Victoria en 1910

El área sobre la que ahora está erigida la ciudad era originalmente el sitio de un puñado de pueblos maoríes (kāinga), incluyendo Pukete, Miropiko y Kirikiriroa, del cual toma su nombre maorí la ciudad. Los maoríes locales fueron blanco de incursiones Ngāpuhi durante las Guerras de los Mosquetes, algunos pā de esta época todavía se pueden encontrar junto al río Waikato. En diciembre de 2011 varios sitios para almacenamiento de alimentos fueron encontrados en la orilla del río Waikato, cerca del museo de Waikato. El magistrado Gorst, estimó que Kirikiriroa tenía una población de cerca de 78 habitantes antes de las guerras Waikato Kingitanga de 1863-64. El gobierno estimó que el área de Waikato tenía una población maorí de 3400 en ese mismo tiempo.
Cuando los colonos británicos llegaron después de 1863, la mayoría de estos pueblos habían sido abandonados, ya que sus habitantes luchaban con los rebeldes Kingitanga más al oeste, en los campos de batalla de la cuenca alta del río Waipa. Los misioneros llegaron a la zona en la década de 1830. Al finalizar la campaña de Waikato en las Guerras de Nueva Zelanda, los cuatro regimientos de la milicia de Waikato se establecieron como una fuerza de mantenimiento de la paz en la región. El primer Regimiento estaba en Tauranga, el segundo en Pirongia, el tercero en Cambridge y el cuarto en Kirikiriroa. El asentamiento fue fundado el 24 de agosto de 1864 y nombrado así por el coronel William Moule en honor el capitán John Fane Charles Hamilton, el popular comandante escocés del HMS Esk, que murió en la batalla de Gate Pā en Tauranga. Muchos de los soldados o colonos que pretendían cultivar después de la guerra de 1863, abandonaron sus tierras en 1868 disgustados por la mala calidad de la tierra. Mucha de la tierra era pantanosa o estaba bajo el agua. La población de Hamilton, que era de alrededor de 1000 en 1864, cayó a 300 en 1868, ya que los granjeros se marcharon.
La carretera desde Auckland llegó a Hamilton en 1867 y el ferrocarril en diciembre de 1877. Ese mismo mes, los pueblos de Hamilton West y Hamilton East se fusionaron en un solo municipio. El primer puente de tráfico entre Hamilton West y Hamilton East, conocido como Union Bridge, abrió en 1879. Fue reemplazado por el puente Victoria en 1910.

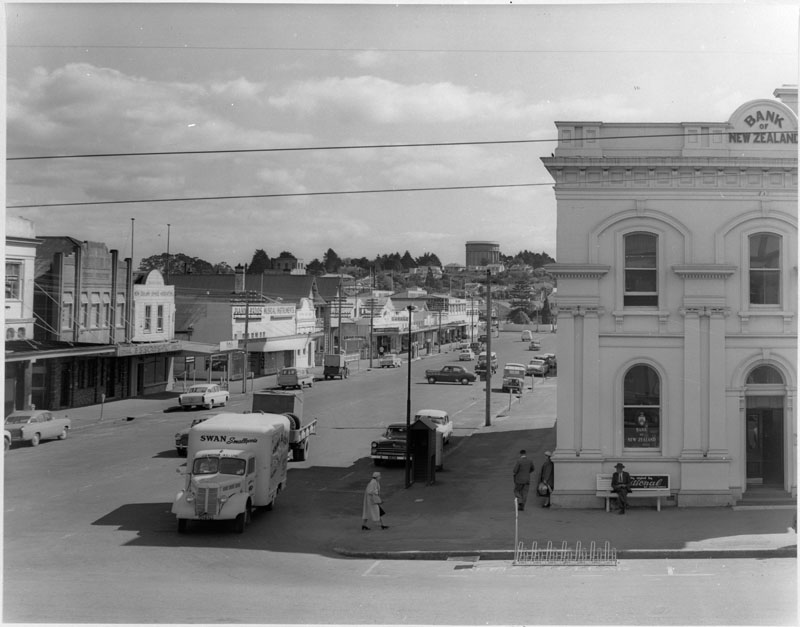
Hood Street en 1962

El primer puente de ferrocarril, el puente Claudelands, fue inaugurado en 1884. Fue convertido para tráfico por carretera en 1965. En 1900, Hamilton y la ciudad de Frankton se fusionó con el municipio de Hamilton en 1917. Entre 1912 y 1936, Hamilton se expandió con nuevos territorios en Claudelands (1912), Maeroa (1925), Richmond –hoy en día el Hospital de Waikato– y el norte de Melville (1936). Hamilton fue declarada ciudad en 1945.
La ciudad está cerca del alcance navegable más austral del río Waikato, en medio de la tierra agrícola ahora más rica y fértil de Nueva Zelanda, que una vez fue en gran medida los pantanos de Raupo y Kahikatea.
Desde 1985 el MV Waipa Delta realizó excursiones a lo largo del río, a través del centro de la ciudad. En 2009 el Waipa Delta fue trasladado para proporcionar viajes en el puerto Waitemata en Auckland, pero fue sustituido por un bote más pequeño. Este también dejó de funcionar, y el pontón en el parque Parana fue eliminado en 2013. El Delta fue trasladado a Taupo en 2012.
El 10 de marzo de 2013 se erigió una estatua en honor al capitán John Charles Fane Hamilton, el hombre a quien la ciudad debe su nombre.

## Hamilton hoy en día

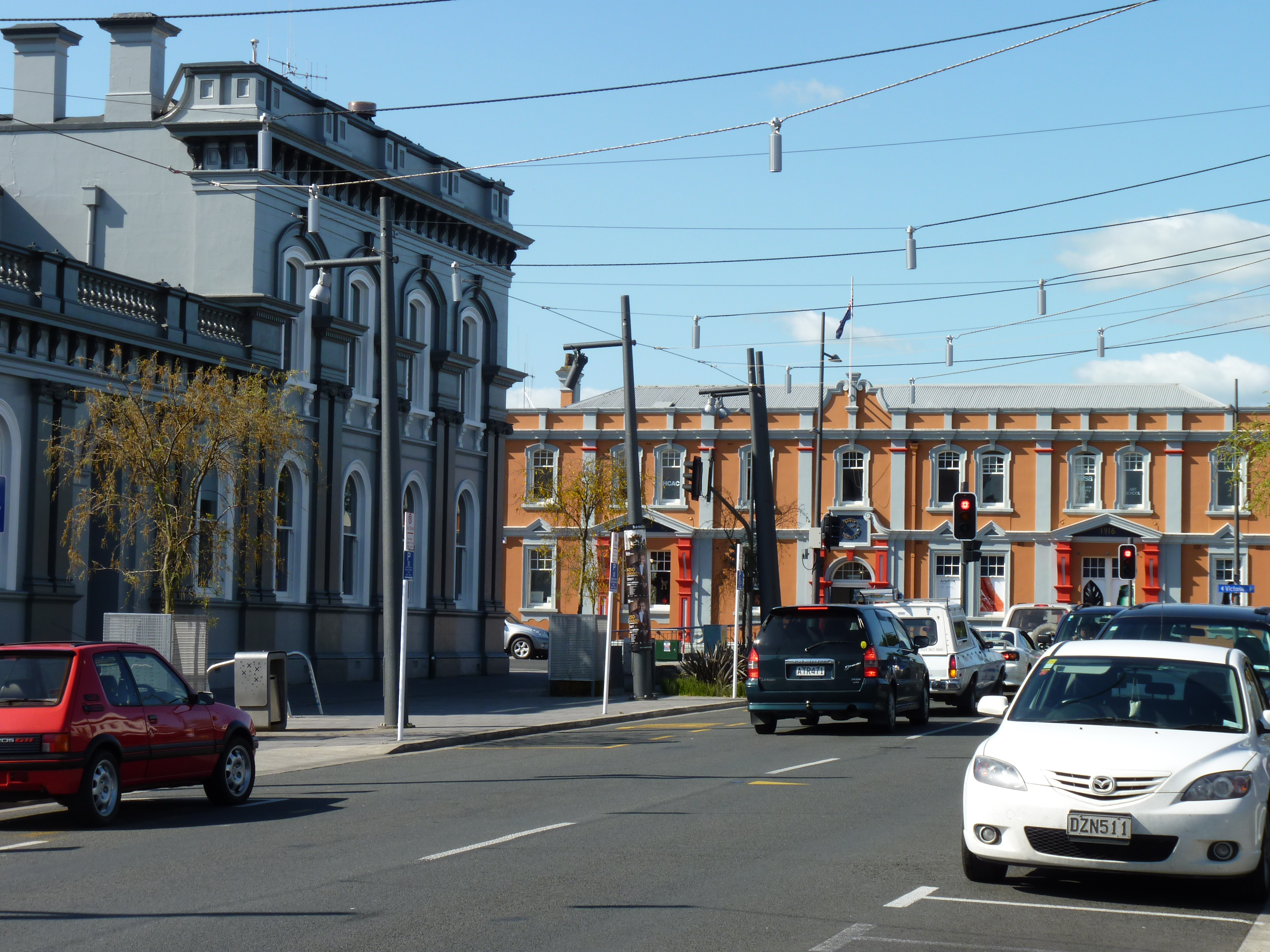
Hood Street en Hamilton Central

A partir de 2012, la ciudad continúa creciendo rápidamente. El desarrollo se centró en el extremo norte de la ciudad, aunque en 2012 el Consejo tomó la decisión de equilibrar el crecimiento mediante la aprobación de un proyecto de desarrollo urbano hacia el sur.
La congestión vehicular es cada vez mayor debido al crecimiento de la población, aunque el Ayuntamiento ha llevado a cabo muchos proyectos de desarrollo vial para tratar de mantenerse al día con el rápido crecimiento. La carretera estatal 1 transcurre a través de los suburbios del oeste y del sur y tiene un importante cruce con la carretera estatal 3 al sur del centro de la ciudad, lo que contribuye a la congestión. El ayuntamiento de Hamilton está construyendo una carretera arterial de cuatro carriles, Wairere Drive, a través de los barrios del norte y el este para formar un anillo suburbano de 25 km con la carretera estatal 1, que está prevista para principios de 2015. Al mismo tiempo la Agencia de Transporte de Nueva Zelanda tiene previsto completar la sección del Waikato Expressway en Hamilton para 2019, aliviando la congestión al tomar la carretera estatal 1 fuera de la ciudad.
El rápido crecimiento de Hamilton también ha traído consigo los efectos secundarios de la expansión urbana, especialmente al noreste de la ciudad en el área de Rototuna. Un mayor desarrollo está previsto en los suburbios Rototuna y Peacocke. Se ha producido un significante desarrollo en los estilos de vida en los bloques adyacentes al área urbana de Hamilton, en particular en Tamahere y Matangi.

### Suburbios
Oeste

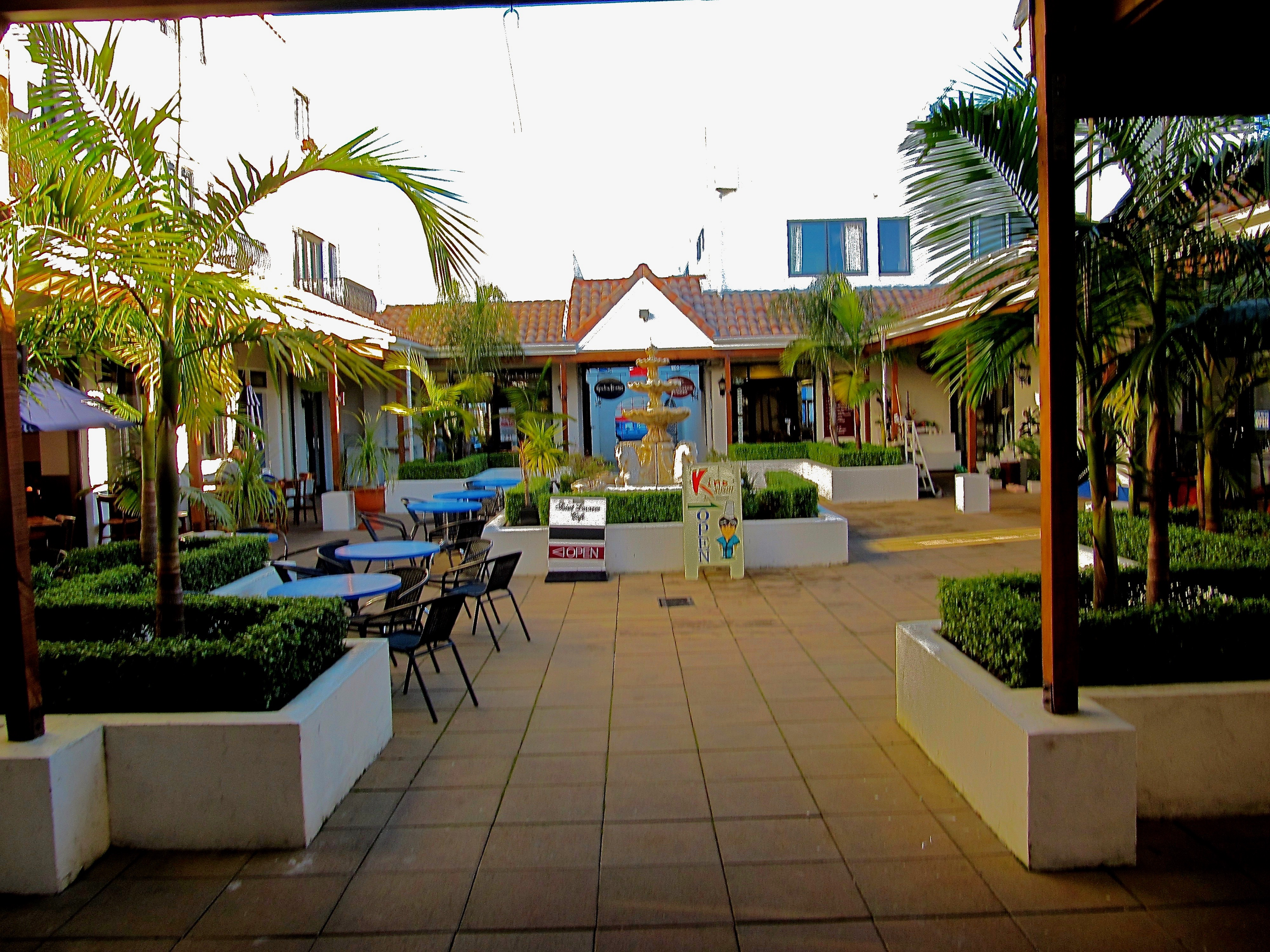
Hamilton CBD

Beerescourt; Crawshaw; Deanwell; Dinsdale; Fitzroy; Forest Lake; Frankton; Glenview; Grandview Heights; Hamilton Central; Hamilton North; Hamilton West; Livingstone; Maeroa; Melville; Nawton; Peacocke; Pukete; Rotokauri; St Andrews; Stonebridge; Te Rapa; Temple View; Thornton; Western Heights; Whitiora.
Este
Ashmore; Callum Brae; Chartwell; Chedworth Park; Claudelands; Enderley; Fairfield; Fairview Downs; Flagstaff; Hamilton East; Harrowfield; Hillcrest; Huntington; Magellan Rise; Queenwood; Ruakura; Riverlea; Rototuna; Silverdale; Somerset Heights; St James Park; St Petersburg.
Pueblos/suburbios en el Área Urbana de Hamilton
Cambridge, Te Awamutu, Ngaruawahia, Taupiri, Horotiu, Huntly, Gordonton, Ohaupo, Ngahinapouri, Te Kowhai, Whatawhata, Tamahere, Matangi, Tauwhare, Rukuhia, Kihikihi.

## Geografía
El paisaje de Hamilton fue formado por la última erupción del complejo volcánico lago Taupo hace 1800 años, que envió olas de escombros volcánicos hacia el norte, y cambió la trayectoria del río Waikato a su trayectoria actual. Con las excepciones de las muchas colinas bajas en torno a la Universidad de Waikato, el lago Hamilton, Beerescourt, Sylvester Road y Pukete, el terreno de la ciudad es relativamente plano. En algunas áreas, como en Te Rapa, se puede encontrar el curso de un antiguo río. El material del suelo es relativamente blando y no consolidado y aún se está erosionando activamente por la lluvia y la escorrentía.
En su estado natural, Hamilton y sus alrededores eran muy pantanosos en invierno, con muchos pequeños lagos desbordados en los alrededores.
La ciudad está rodeada por 7 grandes turberas, entre ellas Komakorau al norte y Rukuhia y Moanatuatua hacia el sur, así como muchas otras más pequeñas. La superficie total de la turba más grande es de 655km².
La mayoría de pequeños lagos que rodeaban la ciudad ya han sido drenados. Hasta la década de 1880 se logró llevar un bote desde la ciudad a muchas de las granjas periféricas al noreste. Este entorno pantanoso y húmedo era caldo de cultivo ideal para el bacilo de la tuberculosis, que era un peligro para la salud en los días pioneros. El primer hospital Hamilton fue construido en una colina para evitar este problema. Una de las razones por las que el crecimiento demográfico era tan lento en Hamilton hasta la década de 1920 fue la gran dificultad en la reducción de los muchos brazos de las hondonadas pantanosas profundas que atraviesan la ciudad. Hamilton tiene 6 grandes complejos dendríticos de 15 km de largo.

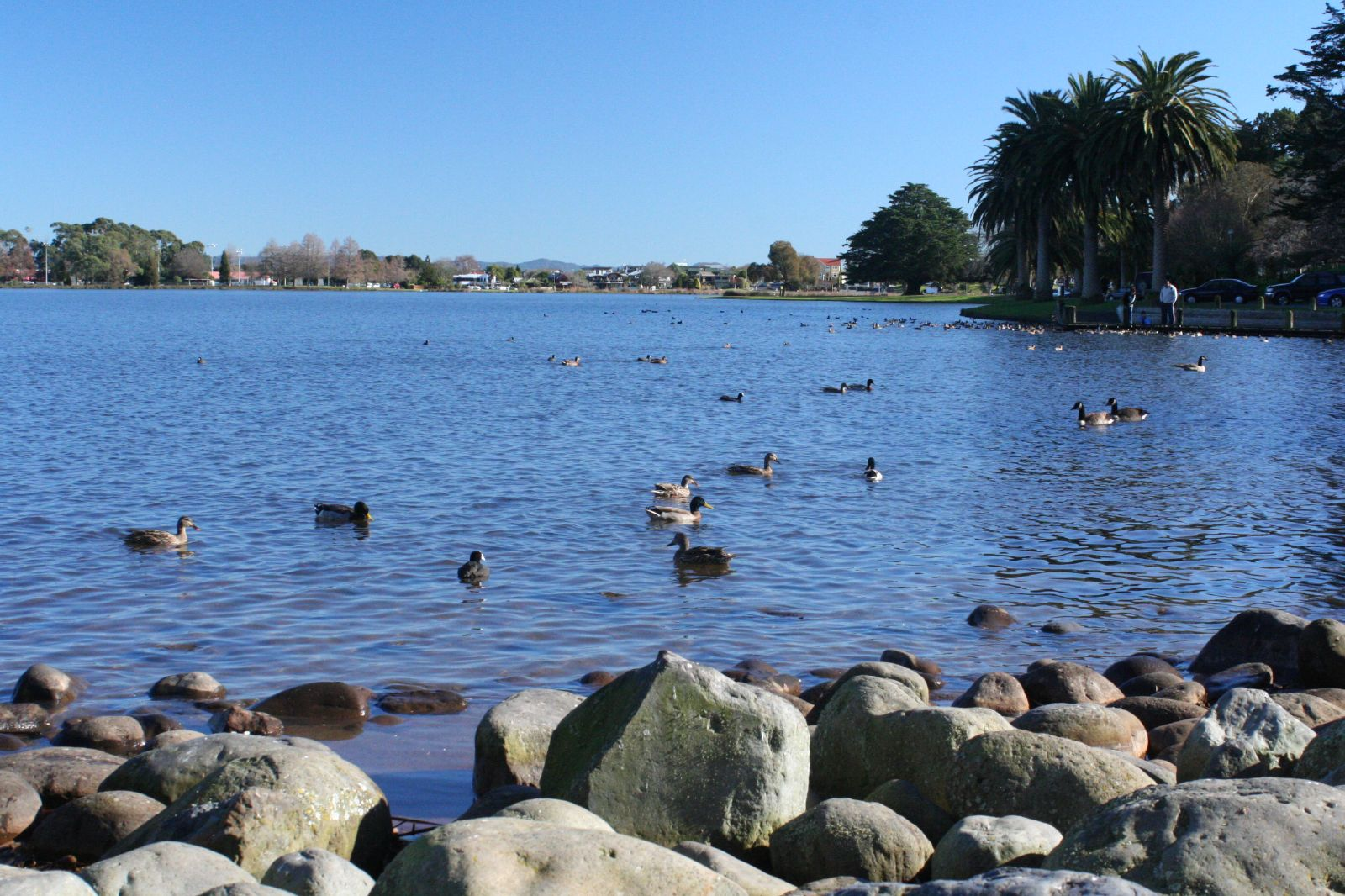
Lago Rotoroa en Hamilton

El lago Rotoroa (lago Hamilton) comenzó a formarse hace unos 20 000 años. Originalmente era parte de un antiguo sistema fluvial que fue cortado por material de deposición y se convirtió en 2 pequeños lagos separados por una estrecha península. Con el aumento de las precipitaciones y el drenado de las extensa turberas en el oeste, el nivel del agua subió y la estrecha península se inundó formando de un lago más grande. El lago tiene 8 m de profundidad en el norte y 6 m en el extremo sur. La antigua península que dividía el lago todavía es visible desde la superficie en el lado este, a solo 2 m de profundidad.
Hamilton es una de las pocas ciudades en el mundo que tiene una ciudad antípoda casi exacta –Córdoba, España.

## Clima
Hamilton tiene un clima templado, con cerca de 1100 mm de lluvia al año. Las temperaturas máximas diarias oscilan entre 22 a 26 °C, en enero y febrero y de 10 a 15 °C en julio y agosto. La temperatura más alta registrada en Hamilton fue de 34,7 °C y la más fría de -9,9 °C –la más baja entre las principales ciudades de Nueva Zelanda.
Durante el verano, en ocasiones se ven temperaturas de más de 28 °C, mientras que en las mañanas claras de invierno las temperaturas pueden caer hasta un mínimo de -3 °C. Las heladas son comunes y puede caer nieve en ocasiones, pero por lo general es poco frecuente. La única nevada registrada en los tiempos modernos fue a mediados de agosto de 2011, durante un período de frío prolongado, se vio caer nieve hasta el norte de Dargaville. Normalmente los inviernos son fríos y húmedos y los veranos cálidos y un poco más secos. En promedio, Hamilton ve alrededor de 2000 horas de sol al año.
| Parámetros climáticos promedio de Hamilton - Nueva Zelanda | Parámetros climáticos promedio de Hamilton - Nueva Zelanda | Parámetros climáticos promedio de Hamilton - Nueva Zelanda | Parámetros climáticos promedio de Hamilton - Nueva Zelanda | Parámetros climáticos promedio de Hamilton - Nueva Zelanda | Parámetros climáticos promedio de Hamilton - Nueva Zelanda | Parámetros climáticos promedio de Hamilton - Nueva Zelanda | Parámetros climáticos promedio de Hamilton - Nueva Zelanda | Parámetros climáticos promedio de Hamilton - Nueva Zelanda | Parámetros climáticos promedio de Hamilton - Nueva Zelanda | Parámetros climáticos promedio de Hamilton - Nueva Zelanda | Parámetros climáticos promedio de Hamilton - Nueva Zelanda | Parámetros climáticos promedio de Hamilton - Nueva Zelanda | Parámetros climáticos promedio de Hamilton - Nueva Zelanda |
| Mes                                                        | Ene.                                                       | Feb.                                                       | Mar.                                                       | Abr.                                                       | May.                                                       | Jun.                                                       | Jul.                                                       | Ago.                                                       | Sep.                                                       | Oct.                                                       | Nov.                                                       | Dic.                                                       | Anual                                                      |
| ---------------------------------------------------------- | ---------------------------------------------------------- | ---------------------------------------------------------- | ---------------------------------------------------------- | ---------------------------------------------------------- | ---------------------------------------------------------- | ---------------------------------------------------------- | ---------------------------------------------------------- | ---------------------------------------------------------- | ---------------------------------------------------------- | ---------------------------------------------------------- | ---------------------------------------------------------- | ---------------------------------------------------------- | ---------------------------------------------------------- |
| Temp. máx. media (°C)                                      | 23.9                                                       | 24.3                                                       | 22.7                                                       | 19.9                                                       | 16.9                                                       | 14.3                                                       | 13.8                                                       | 14.7                                                       | 16.5                                                       | 17.9                                                       | 19.8                                                       | 21.9                                                       | 18.9                                                       |
| Temp. media (°C)                                           | 18.4                                                       | 18.8                                                       | 17.1                                                       | 14.5                                                       | 11.9                                                       | 9.5                                                        | 8.9                                                        | 9.8                                                        | 11.6                                                       | 13.2                                                       | 14.9                                                       | 16.9                                                       | 13.8                                                       |
| Temp. mín. media (°C)                                      | 12.9                                                       | 13.2                                                       | 11.4                                                       | 9.1                                                        | 6.9                                                        | 4.7                                                        | 4.0                                                        | 4.9                                                        | 6.7                                                        | 8.4                                                        | 9.9                                                        | 11.9                                                       | 8.7                                                        |
| Precipitación total (mm)                                   | 76.3                                                       | 68.7                                                       | 79.4                                                       | 80.3                                                       | 99.7                                                       | 113.2                                                      | 118.2                                                      | 103.4                                                      | 91.5                                                       | 91.9                                                       | 85.0                                                       | 100.7                                                      | 1108.2                                                     |
| Días de precipitaciones (≥ 1.0 mm)                         | 7.8                                                        | 6.2                                                        | 7.7                                                        | 8.4                                                        | 11.0                                                       | 12.6                                                       | 12.8                                                       | 13.3                                                       | 11.7                                                       | 11.7                                                       | 10.7                                                       | 10.5                                                       | 124.4                                                      |
| Horas de sol                                               | 229.8                                                      | 192.9                                                      | 193.3                                                      | 165.1                                                      | 138.3                                                      | 112.8                                                      | 126.4                                                      | 144.1                                                      | 147.5                                                      | 174.8                                                      | 187.1                                                      | 207.6                                                      | 2019.6                                                     |
| Humedad relativa (%)                                       | 80.5                                                       | 84.3                                                       | 84.7                                                       | 86.4                                                       | 89.9                                                       | 91.4                                                       | 90.8                                                       | 88.2                                                       | 83.2                                                       | 81.9                                                       | 79.1                                                       | 79.9                                                       | 85.0                                                       |
| Fuente: NIWA                                               |                                                            |                                                            |                                                            |                                                            |                                                            |                                                            |                                                            |                                                            |                                                            |                                                            |                                                            |                                                            |                                                            |

## Demografía

### Población
La población de Hamilton ha ido experimentando un importante aumento desde que se transformó en ciudad. Este aumento es especialmente significativo durante el periodo de 1901 a 2011, en que casi triplicó su número de habitantes debido a la gran cantidad de inmigración interior.
A partir de los años setenta, este aumento se desacelera en favor de los municipios de zona metropolitana de la población. Desde siempre el crecimiento poblacional es de nuevo positivo. Según los datos disponibles, a 1 de julio de 2006 la población de Hamilton ascendía a 145 600 habitantes, frente a los 129 249 del censo de 2001.

## Economía
La principal fuente de ingresos de Hamilton es la industria láctea, debido a su ubicación en el centro de la mayor zona de producción lechera de Nueva Zelanda –la región de Waikato.
La educación y la investigación también son importantes para la ciudad, a través de la Universidad de Waikato y el Instituto de Tecnología de Waikato (Wintec). La investigación en los centros de investigación agrícola de Ruakura han sido responsables de gran parte de la innovación agrícola de Nueva Zelanda.
La feria agrícola National Agricultural Fieldays se celebra cada año en la sala de exposiciones de Mystery Creek en Hamilton. Es la feria agrícola más grande en el hemisferio sur. Mystery Creek es el mayor centro de eventos del país y sede de otros eventos de importancia nacional, como el National Car Show y el National Boat Show.
La fabricación y venta al por menor también son importantes para la economía local. La ciudad aloja a la mayor empresa fabricante de aviones de Nueva Zelanda, Pacific Aerospace, que fabricó su avión número 1000 en agosto de 2009, y Micro Aviation NZ que fabrica y exporta aviones ultraligeros de alta calidad. Hamilton también es la sede de Gallagher Group Ltd, un fabricante y exportador de sistemas de seguridad y cercas eléctricas.
Tainui Group Holdings Ltd, el brazo comercial de la tribu Waikato, es uno de los mayores promotores inmobiliarios de Hamilton. La tribu Waikato es uno de los terratenientes más grandes de la ciudad, además es un importante accionista de Novotel Tainui y del Hotel Ibis.

## Transporte

### Aeropuerto
El Aeropuerto Internacional de Hamilton conecta la ciudad con destinos domésticos operados por Air New Zealand y Sunair. Las instalaciones llegaron a operar vuelos internacionales hacia las ciudades australianas de Brisbane y Sídney, servidos por la compañía Virgin Australia, pero el reducido tamaño del mercado hizo que dejaran de servirse.
El aeropuerto también es base para escuelas de pilotos y del fabricante aeronáutico Pacific Aerospace.

## Cultura
En 2004, el Ayuntamiento de Hamilton honró al residente Richard O'Brien con una estatua de bronce en tamaño real con su traje espacial, situado desde el Rocky Horror Picture Show. La estatua fue diseñada por WETA Talleres, que habían trabajado para las películas de El Señor de los Anillos. Se encuentra en la antigua sede de la Embajada de Cine, donde el carismático Richard observaba las dobles funciones de ciencia ficción.
Varios lugares de maorís (Pā) han sido restaurados —en Pukete, Hikuwai y Miropiko— a lo largo de las orillas del río Waikato.
La ciudad es sede de numerables pequeñas galerías y destaca el Museo Waikato. Este incluye al Te Winika (una canoa de guerra de origen maorí), una de las mejores conservadas de la época de waka, anterior a la colonización.

### Música

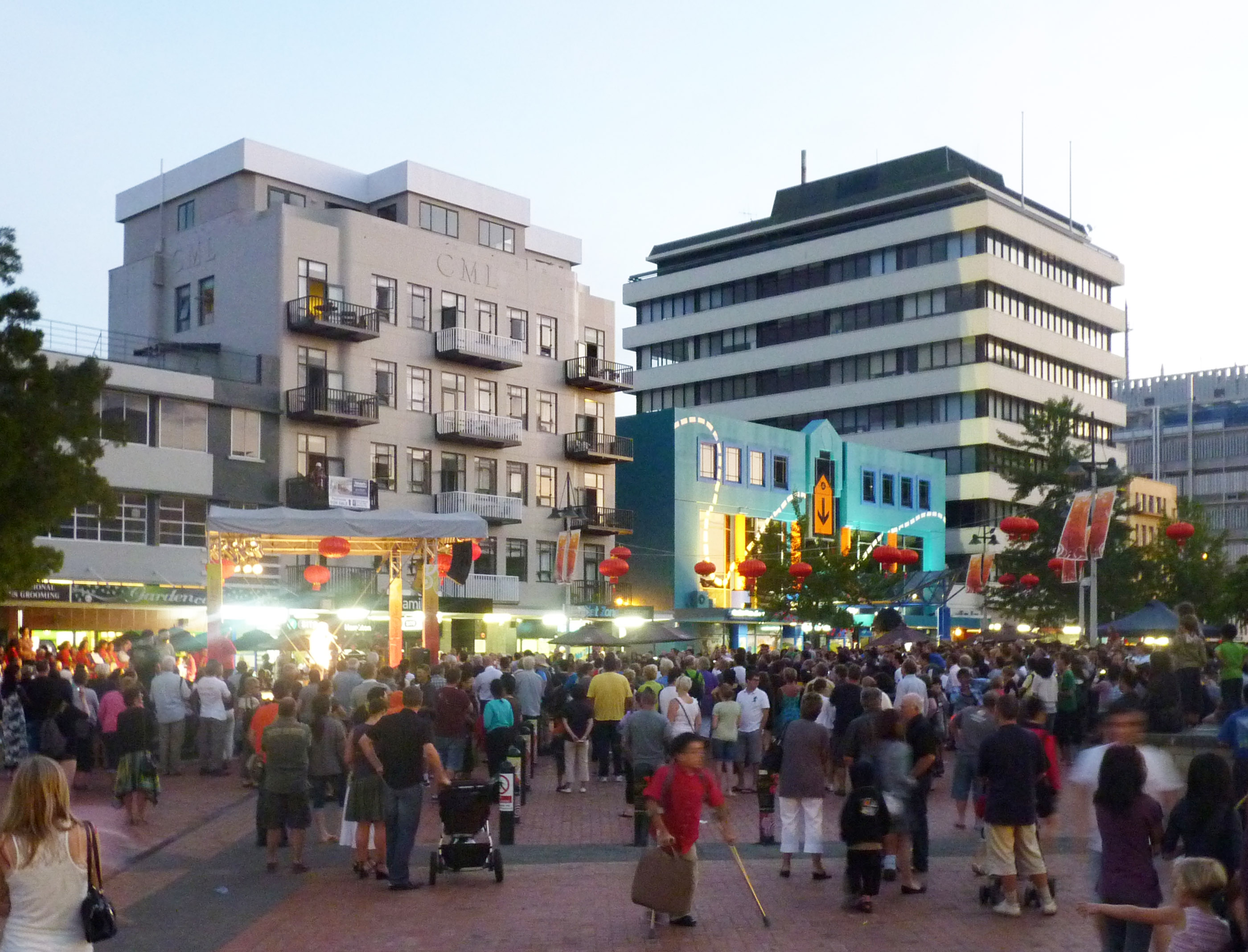
Garden Place durante uno de sus eventos.

Hamilton es sede de varios festivales de música a gran escala, incluyendo el festival de música de Soundscape, que es una de las mayores fiestas callejeras de Nueva Zelanda, y el Festival de Música de Paracaidistas. La ciudad también alberga la Opus Chamber Orchestra que atrae a músicos de todo la región de Waikato y es la sede de los New Zealand Chamber Soloists. Una serie de conciertos de música clásica siguen en curso, con músicos de clase mundial que se lleva a cabo durante todo el año en el Gallagher Concert Chamber, organizado por la Universidad de Waikato y el conservatorio de música.

### Eventos
Enero: Festival de Música Parachute, verano en Garden Place

Febrero: Festival de las Artes de Hamilton Gardens, Couch Sopa Festival de One-Act Plays

Marzo: Waikato Food & Wine Festival

Marzo: Soundscape

Marzo: Festival Indigo

Abril: Armageddon Expo Sci Fi & Convention Comics

Abril: Globos sobre Waikato en globo del festival

Abril: Concurso de Nado en Río 5 Bridges

Abril: Waikato Show

Mayo: Hamilton Circle Jerk (evento musical)

Junio: National Fieldays (festival agrícola)

Junio: Festival de combustible de Hamilton

Julio: Soundscape

Agosto: Campeonato del Mundo de Rally

Agosto: Festival Internacional de Medios de Comunicación, Artes y Diseño

Agosto: Festival Internacional de Cine

Septiembre: La carrera del siglo (remo)

Septiembre: Hamilton Festival Fringe

Septiembre: Festival de Cine Underground de Hamilton

Noviembre: Bridge to Bridge (esquí acuático)

## Deportes

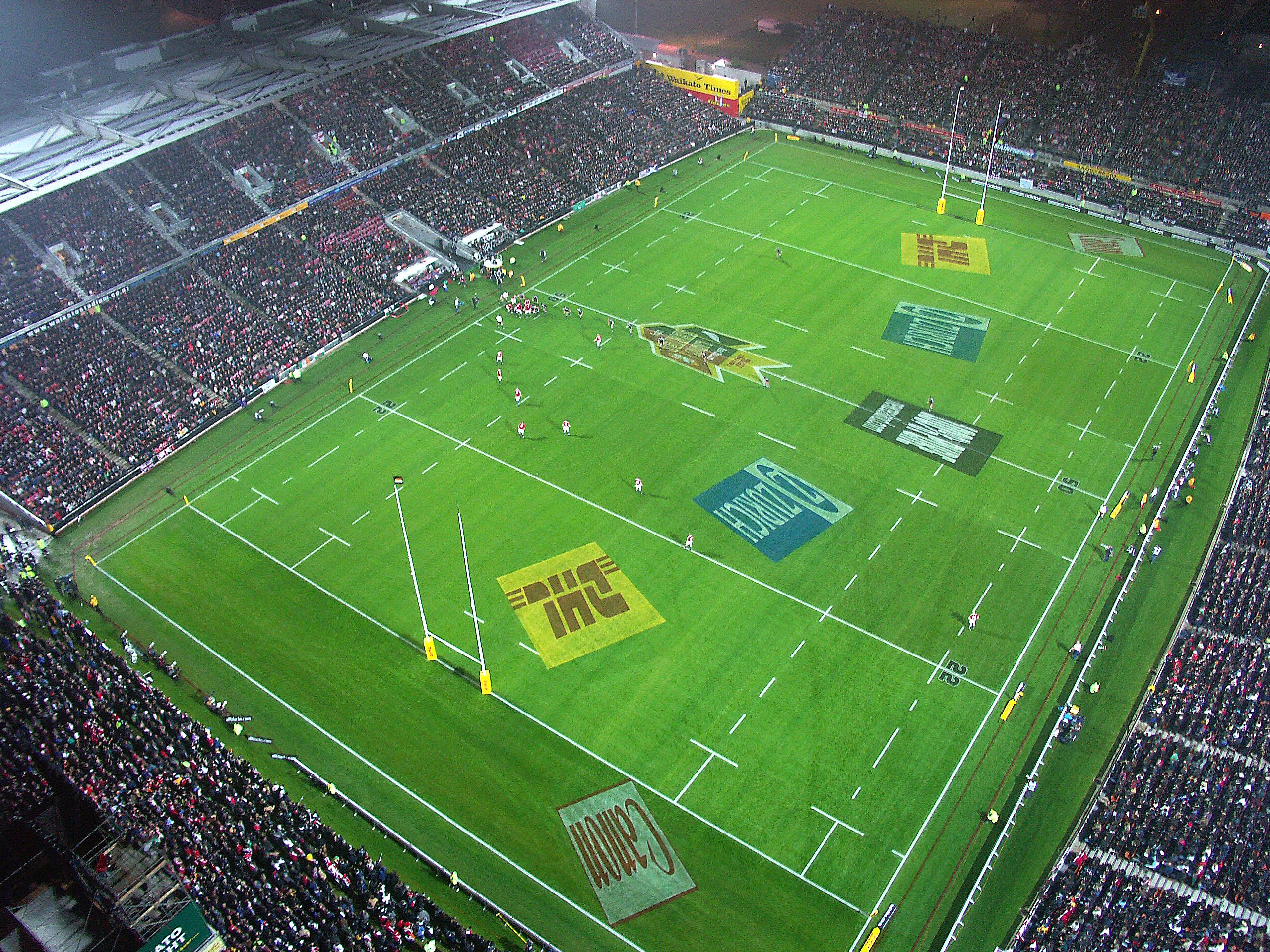
Waikato Stadium, Lions vs. NZ Māori, 2005.

Los equipos locales de rugby union son el Waikato (ITM Cup) y los Chiefs (Super Rugby). Ambos equipos juegan en el Waikato Stadium. Hamilton también es la sede de un club de fútbol, el Waikato FC, que compite en la ASB Premiership. El club de fútbol Hamilton Wanderers que compite en la Lotto Sport Italia NRFL Premier también tiene su sede en Hamilton.
Seddon Park (anteriormente Westpac Park) alberga los principales partidos de cricket en Hamilton, incluyendo partidos de prueba y partidos internacionales.
Hamilton también se está convirtiendo en un lugar para los deportes de motor. Una prueba de WRC se celebró en 2006 y la carrera anual de V8 Supercars en circuito urbano comenzó en 2008 y terminó en 2012.
Cada año en abril, Hamilton celebra el desafío de natación 5 Bridges. El desafío comienza en Hamilton Gardens y se prolonga durante 6 kilómetros hasta Ann St Beach. El nado es ayudado por la corriente, y la distancia completa normalmente es cubierta en menos de una hora. El evento celebró su 71 aniversario el 11 de abril de 2010.

## Ciudades hermanadas
- Estados Unidos, Sacramento
- Japón, Saitama
- China, Wuxi
- Chile, Chillán